# ژائوئیرتاو
ژائوئیرتاو (به قزاقی: Zhauyrtau) یک کوه در قزاقستان است که در استان قراغندی واقع شده‌است. ژائوئیرتاو ۱٬۰۹۰ متر بالاتر از سطح دریا واقع شده‌است.